# HD 156208
HD 156208，又名BD+02 3283，SAO 122224、HR 6412，是一颗恒星，视星等为6.17，位于銀經23.62，銀緯22.1，其B1900.0坐标为赤經17h 11m 11.9s，赤緯+2° 22.1′ 54″。